# Прессекретар Президента України
Прессекрета́р Президе́нта України — керівник пресслужби Президента України.

## Законодавчий статус
В Україні цю посаду вперше запровадили 1992 року.
Повноваження визначаються Положенням «Про Прес-службу Президента України» (відповідно до чинного правопису — «Пресслужба»), затверджене Розпорядженням Президента України №-48/2005 від 8 лютого 2005 року.

## Повноваження
Згідно з Положенням, Прессекретар Президента України:
1. організовує роботу Пресслужби та забезпечує виконання завдань, покладених на неї;
2. бере участь в оперативному і перспективному плануванні заходів, що проводяться за участю Президента України;
3. розробляє поточні та перспективні плани роботи Пресслужби, розподіляє обов'язки між працівниками, контролює їхню роботу;
4. виконує за дорученням Президента України та Голови Секретаріату Президента України інші повноваження з питань, що належать до повноважень Пресслужби.

## Прессекретарі
- Дорошенко Михайло Іванович (1994—1995, прессекретар)
- Майданник Олександр Іванович (1998—1998, прессекретар — керівник пресслужби)
- Константинов Юрій Іванович (1999—2002, керівник Управління пресслужби)
- Громницька Олена Анатоліївна (2002—2005, прессекретар)
- Геращенко Ірина Володимирівна (2005—2006, прессекретар, керівник пресслужби)
- Ванникова Ірина Валеріївна (2006—2010)
- Чепак Дарія Олександрівна (2011—2014)[2]
- Цеголко Святослав Петрович (2014—2019)[3]
- Мендель Юлія Володимирівна (2019—2021)
- Никифоров Сергій Сергійович (з 9 липня 2021[4][5])